# Paul Chaudet
Paul Chaudet (Rivaz, 17 novembre 1904 – Losanna, 7 agosto 1977) è stato un politico svizzero.
Nel dicembre 1954 è stato eletto nel Consiglio federale svizzero, rimanendovi fino al novembre 1966.
Ha ricoperto la carica di Presidente della Confederazione svizzera due volte: nel 1959 e nel 1962.